# Pulitzer-Preis 1965
Der Pulitzer-Preis 1965 war die 49. Verleihung des renommierten US-amerikanischen Literaturpreises. Es wurden Preise in 13 der 15 Kategorien im Bereich Journalismus und dem Bereich Literatur, Theater und Musik vergeben.
Die Jury des Pulitzer-Preises bestand aus 14 Personen, unter anderem Joseph Pulitzer, Enkel des Pulitzer-Preis-Stifters und Herausgeber des St. Louis Post-Dispatch und Grayson Kirk, Präsident der Columbia-Universität.

## Preisträger
| Kategorie                                                                                                   | Preisträger                                        | Begründung |
| --- | -------------------------------------------------- | --- |
| Dienst an der Öffentlichkeit (Public Service)                                                               | Hutchinson News                                    | Preis verliehen für die Kampagne, die im Jahr 1964 ihren Höhepunkt fand, die Gesetzgebung in Kansas gerechter zu gestalten.                                                                  |
| Allgemeine Lokalnachrichten oder Berichte von aktuellen Schauplätzen (Local General or Spot News Reporting) | Melvin H. Ruder, Hungry Horse News (Wochenzeitung) | Preis verliehen für die Berichterstattung über die Überschwemmungen in der Gemeinde. |
| Lokaler investigativer Spezialjournalismus (Local Investigative Specialized Reporting)                      | Gene Goltz, Houston Post                           | Preis verliehen für die Aufdeckung von Korruption in Pasadena. |
| Berichterstattung im Inland (National Reporting)                                                            | Louis M. Kohlmeier, The Wall Street Journal        | Preis verliehen für die Berichterstattung über die Vermögensvermehrung von Präsident Johnson und seiner Familie.                                                                             |
| Auslandsberichterstattung (International Reporting)                                                         | J. A. Livingston, Philadelphia Bulletin            | Preis verliehen für die Berichterstattung über den wirtschaftlichen Wachstum der sowjetischen Satellitenstaaten und die Bemühungen zur Wiederaufnahme von Handelsbeziehungen mit dem Westen. |
| Leitartikel (Editorial Writing)                                                                             | John R. Harrison, Gainesville Sun                  | Preis verliehen für die Kampagne für besseres Wohnen in der Stadt. |
| Karikatur (Editorial Cartooning)                                                                            | nicht vergeben                                     | nicht vergeben |
| Fotografie (Photography)                                                                                    | Horst Faas, Associated Press                       | Preis verliehen für die Fotografien des Vietnamkriegs. |

| Kategorie                                                   | Preisträger                                                                                      |
| ----------------------------------------------------------- | ------------------------------------------------------------------------------------------------ |
| Belletristik (Fiction)                                      | The Keepers Of The House (dt. Titel: Die Hüter des Hauses) von Shirley Ann Grau                  |
| Theater (Drama)                                             | The Subject Was Roses von Frank D. Gilroy                                                        |
| Geschichte (History)                                        | The Greenback Era: A Social and Political History of American Finance, 1865–1879 von Irwin Unger |
| Biographie oder Autobiographie (Biography or Autobiography) | Henry Adams, three volumes von Ernest Samuels                                                    |
| Dichtung (Poetry)                                           | 77 Dream Songs von John Berryman                                                                 |
| Sachbuch (General Nonfiction)                               | O Strange New WorldI von Howard Mumford Jones                                                    |
| Musik (Music)                                               | nicht vergeben                                                                                   |